# U-995
El submarino alemán U-995 es un submarino tipo VIIC/41 de la Kriegsmarine de la Alemania nazi. Fue botado el 25 de noviembre de 1942 por Blohm & Voss en Hamburgo, Alemania, y comisionado el 16 de septiembre de 1943 con el Oberleutnant zur See Walter Köhntopp al mando. Después de la Segunda Guerra Mundial sirvió en la armada de Noruega como Kaura hasta que fue dado de baja y posteriormente convertido en buque museo en el Marine-Ehrenmal Laboe, cerca de Kiel.

## Diseño

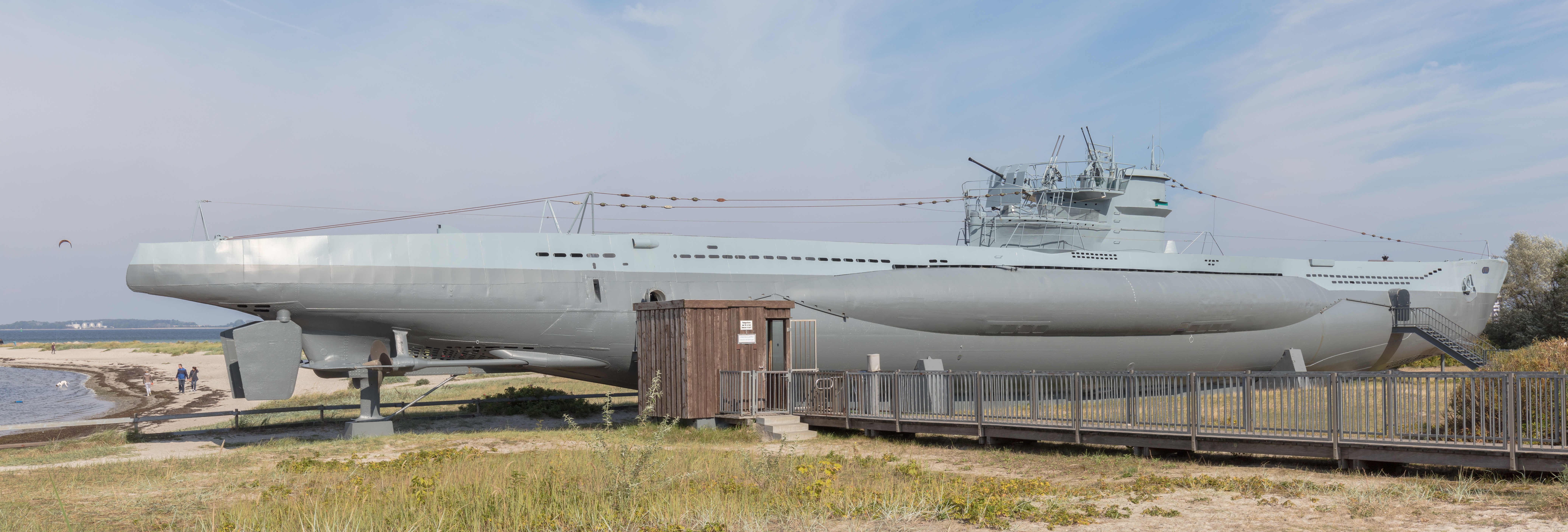
El U-995 en el año 2019.

Los submarinos alemanes Tipo VIIC/41 fueron precedidos por los submarinos más pesados Tipo VIIC. El U-995 tenía un desplazamiento de 759 toneladas (747 toneladas largas) cuando estaba en la superficie y 860 toneladas (850 toneladas largas) mientras estaba sumergido. Tenía una longitud total de 67,10 m (220 pies 2 pulgadas), una longitud de casco de presión de 50,50 m (165 pies 8 pulgadas), una manga de 6,20 m (20 pies 4 pulgadas), una altura de 9,60 m ( 31 pies 6 pulgadas) y un calado de 4,74 m (15 pies 7 pulgadas). El submarino estaba propulsado por dos motores diesel sobrealimentados Germaniawerft F46 de cuatro tiempos y seis cilindros . produciendo un total de 2800 a 3200 caballos de fuerza métricos (2060 a 2350 kW; 2760 a 3160 shp) para uso en superficie, dos motores eléctricos Brown, Boveri & Cie GG UB 720/8 de doble acción que producen un total de 750 caballos de fuerza métricos (550 kW; 740 shp) para uso sumergido. Tenía dos ejes y dos hélices de 1,23 m (4 pies). El barco era capaz de operar a profundidades de hasta 230 metros (750 pies).
El submarino tenía una velocidad máxima en superficie de 17,7 nudos (32,8 km/h; 20,4 mph) y una velocidad máxima sumergida de 7,6 nudos (14,1 km/h; 8,7 mph). Cuando estaba sumergido, el barco podía operar durante 80 millas náuticas (150 km; 92 mi) a 4 nudos (7,4 km/h; 4,6 mph); cuando salió a la superficie, podría viajar 8.500 millas náuticas (15.700 km; 9.800 mi) a 10 nudos (19 km / h; 12 mph). El U-995 estaba equipado con cinco tubos de torpedos de 53,3 cm (21 pulgadas) (cuatro instalados en la proa y uno en la popa), catorce torpedos y tres cañones antiaéreos. El barco tenía una dotación de entre cuarenta y cuatro y sesenta.

## Armamento

### Armamento FLAK
El U-995 se montó con un solo cañón Flak M42 de 3,7 cm en la montura LM 42U. La montura LM 42U fue la montura más común utilizada con el Flak M42U de 3,7 cm. El Flak M42U de 3,7 cm era la versión marina del Flak de 3,7 cm y también fue utilizado por la Kriegsmarine en otros submarinos Tipo VII y Tipo IX .

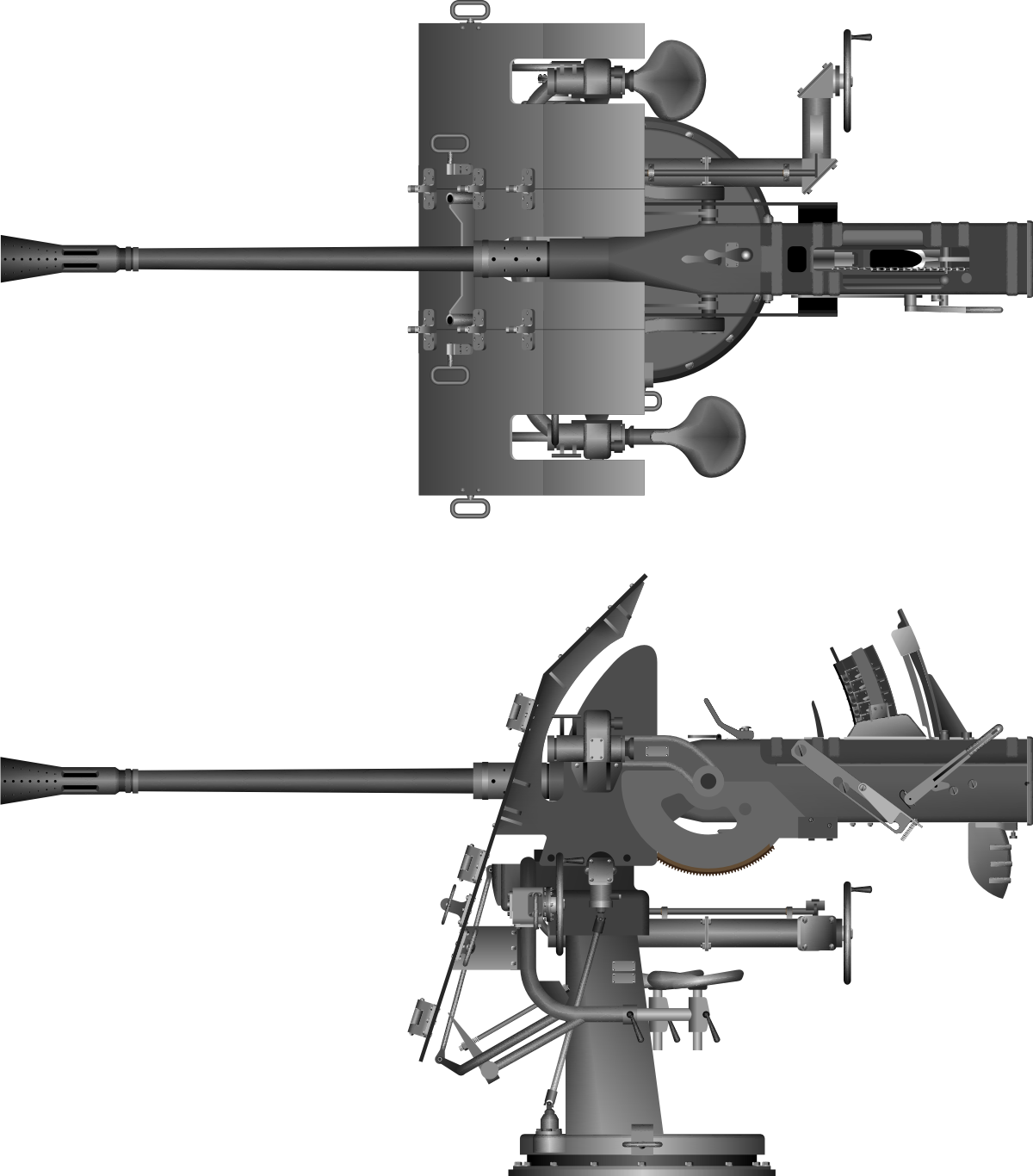
Un solo cañón Flak M42U de 3,7 cm en la montura LM 42U.

Además, el buque estaba armado con un par de monturas gemelas Flak 38 de 20 mm "Flakzwilling" inmediatamente adyacentes a la montura del cañón de 37 mm.

## Sónar

### Sonda pasiva
El U-995 fue equipado con un diseño Balkongerät de la Royal Norwegian Navy en algún momento durante la década de 1960 y luego se retiró en algún momento entre el 4 de noviembre de 1971 y el 13 de marzo de 1972.

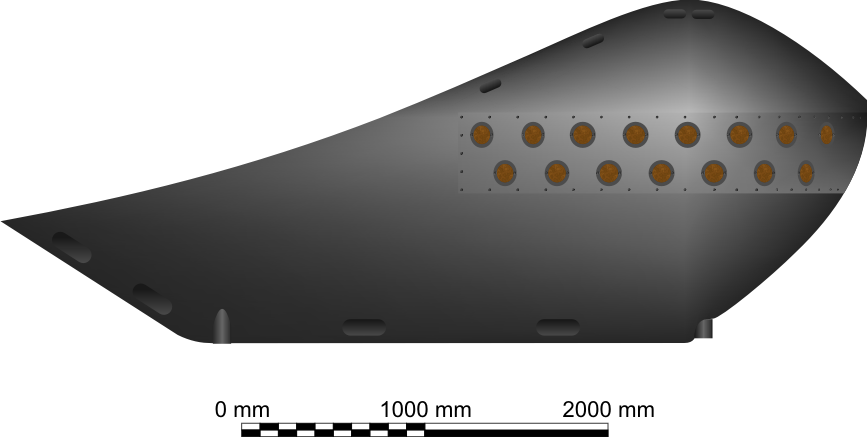
Una vista exterior de un U-995 Balkongerät
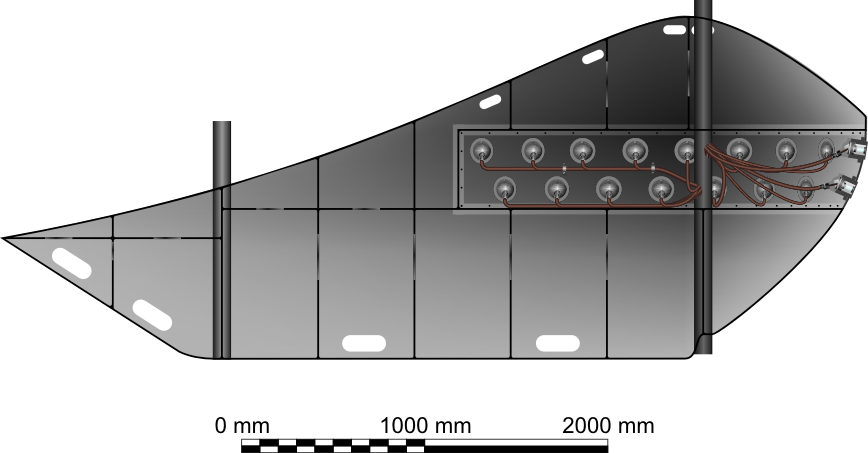
Una vista interior de un U-995 Balkongerät

## Historial de servicios
La carrera del barco comenzó con el entrenamiento en la 5.ª Flotilla el 16 de septiembre de 1943, seguida del servicio activo el 1 de junio de 1944 como parte de la 13.ª Flotilla . Más tarde se transfirió a la 14.ª Flotilla el 1 de marzo de 1945.

### Manadas de lobos
El U-995 participó en cinco manadas de lobos, a saber:
Dachs (1 - 5 de septiembre de 1944)
Zorn (26 de septiembre - 1 de octubre de 1944)
Panther (16 de octubre - 10 de noviembre de 1944)
Stier (11 de diciembre de 1944 - 6 de enero de 1945)
Hagen (17 - 21 de marzo de 1945)

## Destino
Al final de la guerra, el 8 de mayo de 1945, el U-995 fue atracado en Trondheim, Noruega. Fue entregado a los británicos el 9 de diciembre y luego transferido a propiedad noruega en octubre de 1948. El 1 de diciembre de 1952 , el U-995 se convirtió en el submarino noruego Kaura (clase noruega K) y en 1965 fue retirado del servicio por Armada Real de Noruega. Luego fue ofrecida al gobierno de Alemania Occidental por el precio ceremonial de un marco alemán. La oferta fue rechazada; sin embargo, el buque fue salvado por la Liga Naval Alemana, DMB. El U-995 se convirtió en barco museo en el Monumento Naval de Laboe en octubre de 1971.

## Galería

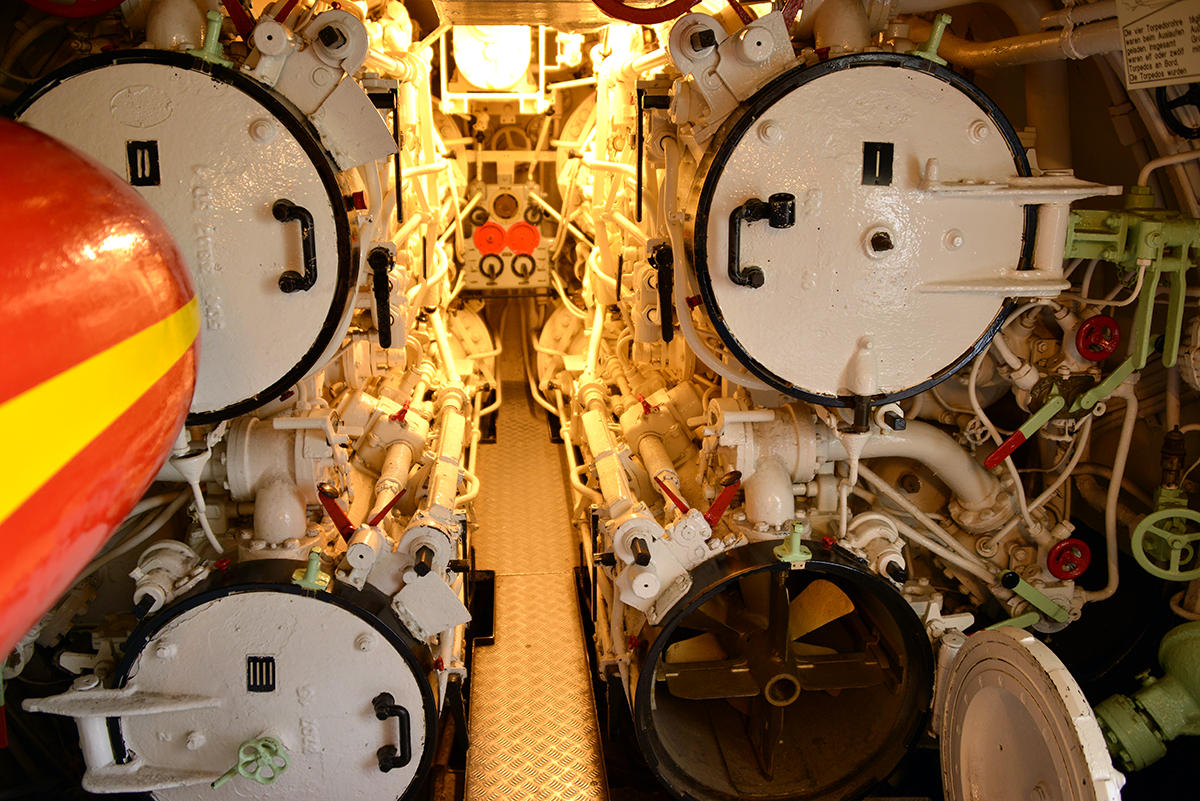
Tubos de torpedos delanteros U-995
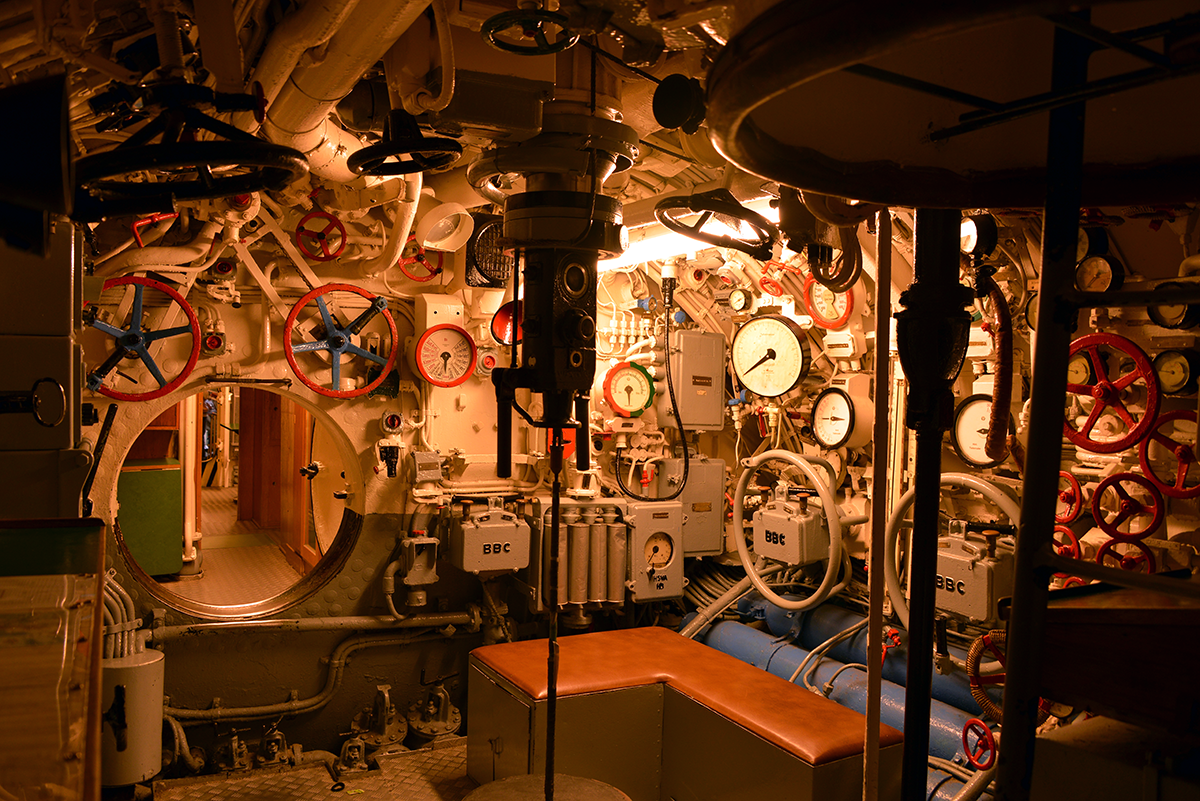
Sala de control del U-995
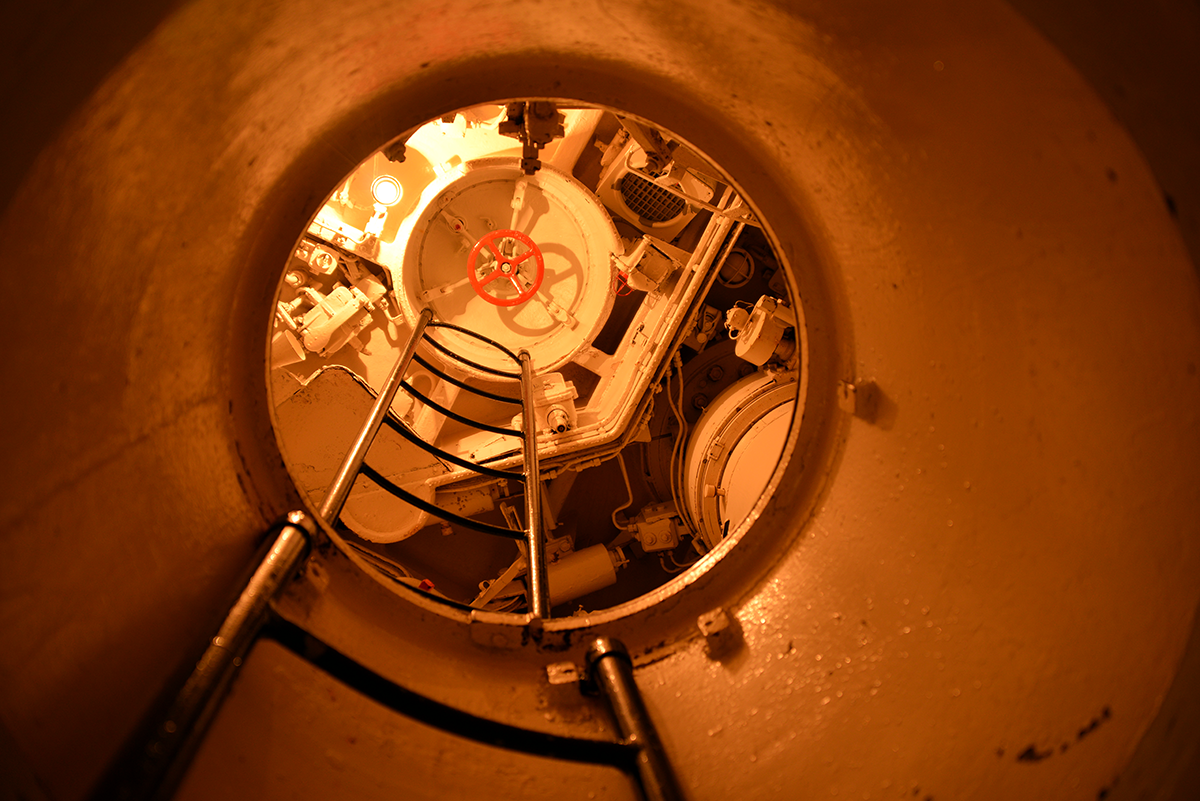
Escotillas U-995

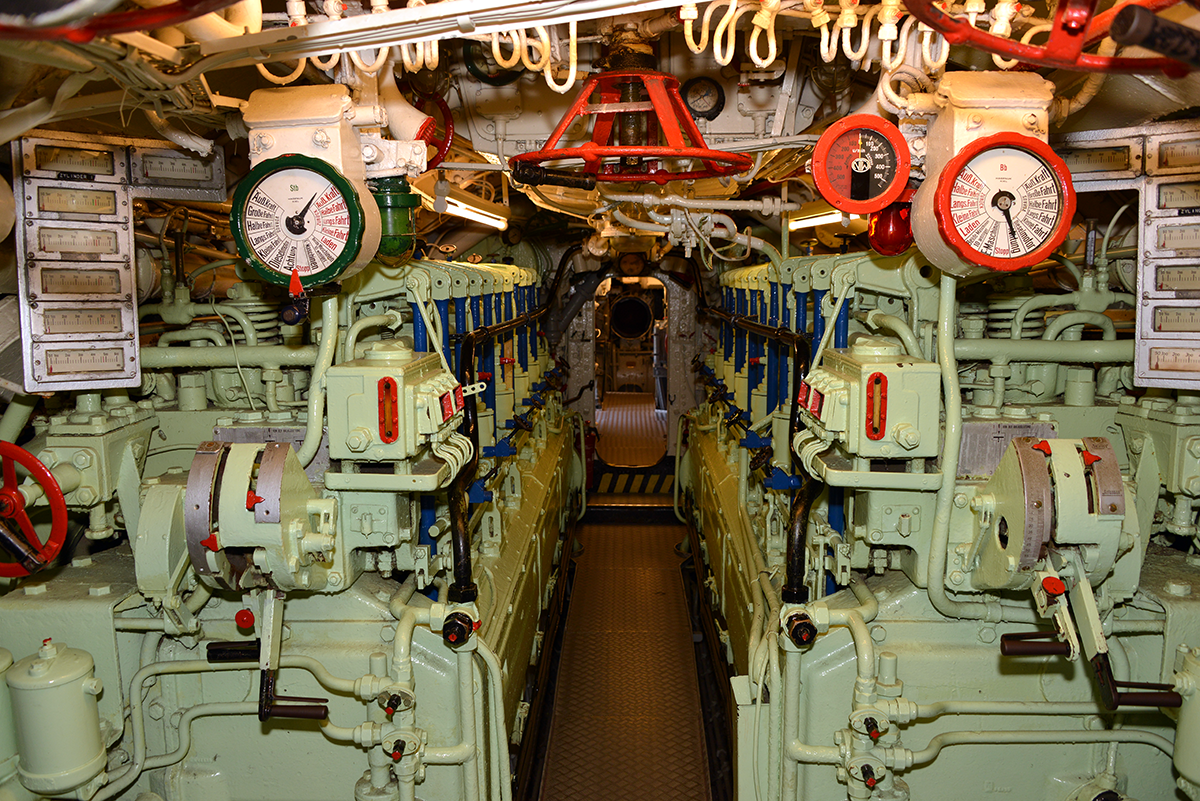
Sala de máquinas diésel U-995
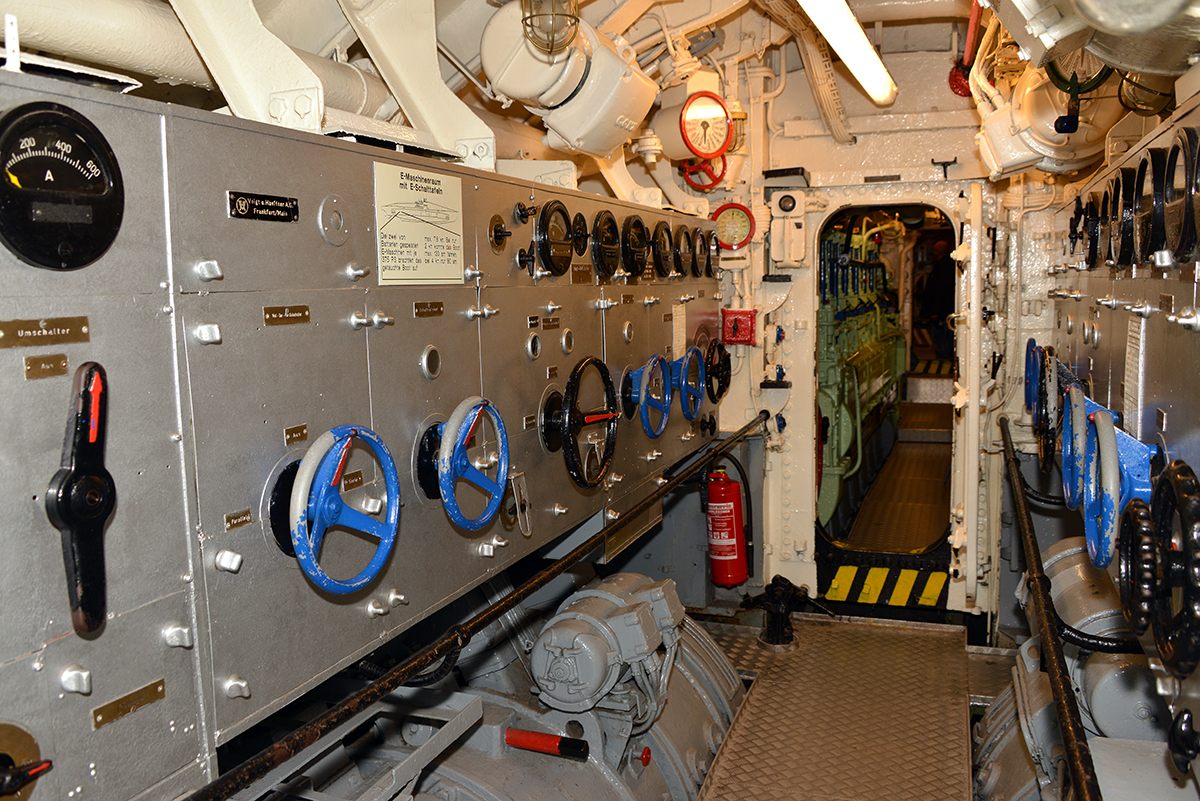
Compartimento del motor eléctrico U-995
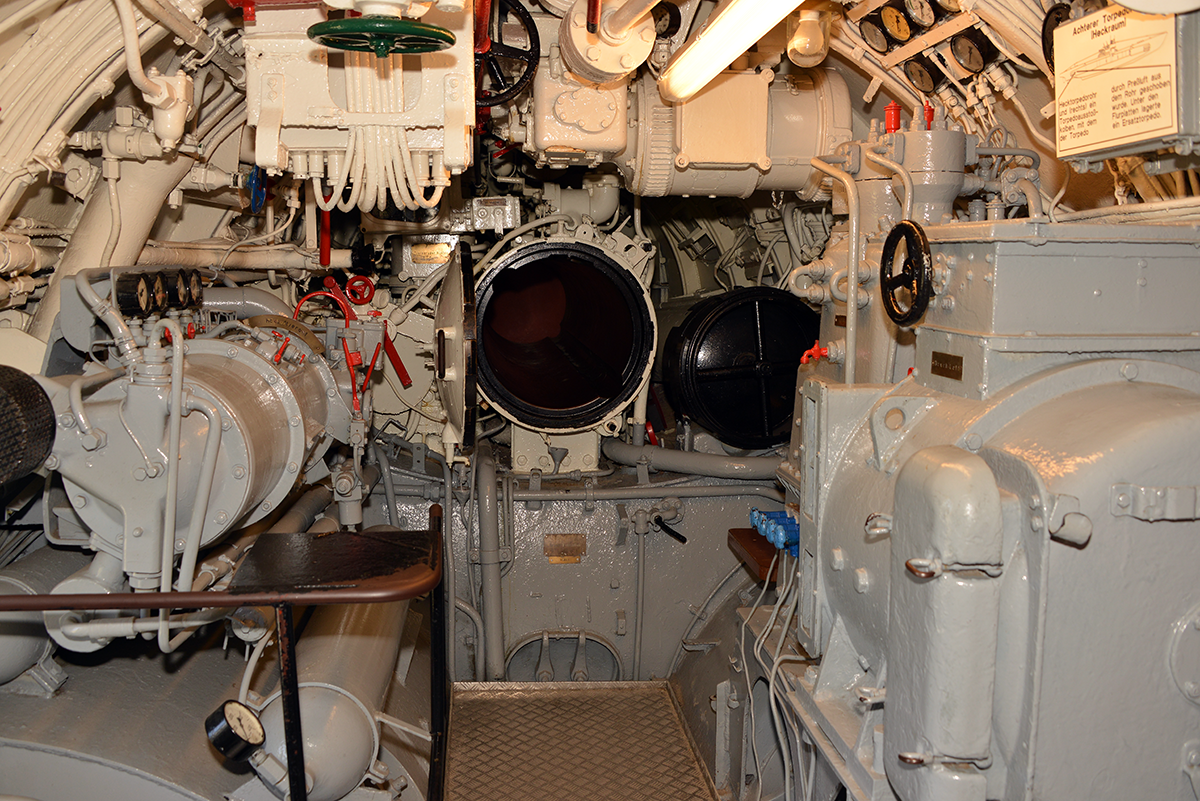
Compartimiento de torpedos de popa del U-995
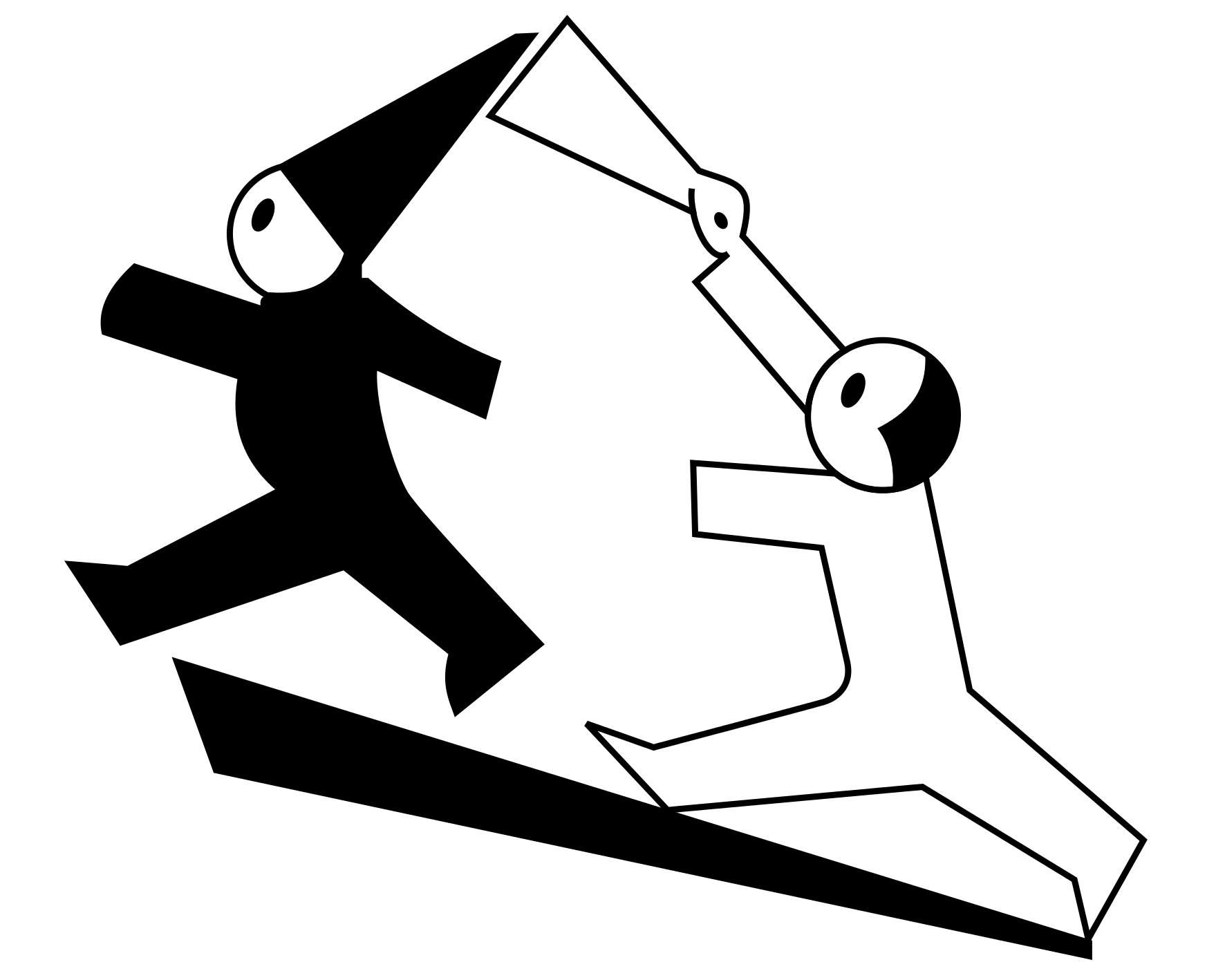
Logotipo de la torreta del U-995